# Selección de balonmano de Australia
La Selección nacional de balonmano de Australia es el equipo representativo nacional de Australia para enfrentamientos internacionales. La Australian Handball Federation es el organismo regulador tanto de balonmano indoor como de balonmano de playa.
En Oceanía constantemente Australia se proclama campeona en la división masculina y en la femenina.
Cabe destacar que en 2014, la Federación Internacional de Balonmano (FIH) decidió excluir a Australia del Campeonato Mundial de Balonmano Masculino de 2015.

## Desempeño en torneos

### Juegos Olímpicos
| Edición     | Puesto |
| ----------- | ------ |
| Sídney 2000 | 12     |
| Total       | 1/12   |

### Mundial
| Edición       | Puesto |
| ------------- | ------ |
| Egipto 1999   | 24     |
| Portugal 2003 | 21     |
| Túnez 2005    | 24     |
| Alemania 2007 | 24     |
| Croacia 2009  | 24     |
| Suecia 2011   | 24     |
| España 2013   | 24     |
| Total         | 7/24   |

### Copa de Naciones Oceanía
| Edición            | Puesto     |
| ------------------ | ---------- |
| Australia 1994     | Campeón    |
| Australia 1996     | Campeón    |
| Australia 2002     | Campeón    |
| Australia 2004     | Campeón    |
| Australia 2006     | Campeón    |
| Nueva Zelanda 2008 | Subcampeón |
| Nueva Zelanda 2010 | Campeón    |
| Australia 2012     | Campeón    |
| Nueva Zelanda 2014 | Campeón    |
| Total              | 9/9        |

### Pacific Cup
| Edición     | Puesto  |
| ----------- | ------- |
| Sídney 2004 | Campeón |
| Sídney 2006 | Campeón |
| Total       | 2/2     |

### Campeonato Mundial de Naciones Emergentes de la IHF
- 2015 – 12° puesto
- 2017 - No participó
- 2019 - No participó
- 2023 - 6º

## Plantilla
| Dorsal | Nombre             | Nacimiento (edad)            | Altura | Pj. | Goles | Club                       |
| ------ | ------------------ | ---------------------------- | ------ | --- | ----- | -------------------------- |
| 1      | Ognjen Latinović   | 2 de agosto de 1985 (29)     | 1.80 m | 41  | 0     | Univ. of Queensland        |
| 3      | Almir Pandžo       | 2 de septiembre de 1992 (22) | 1.90 m | 0   | 0     | RK Iskra Bugojno           |
| 4      | Bevan Calvert      | 4 de abril de 1986 (28)      | 1.77 m | 39  | 113   | TSV Altenholz              |
| 5      | Tommy Fletcher     | 18 de marzo de 1990 (24)     | 1.86 m | 22  | 86    | Skogås HK                  |
| 6      | Callum Mouncey     | 21 de octubre de 1989 (25)   | 1.89 m | 2   | 4     | Canberra HC                |
| 7      | Antonio Queiroz    | 6 de agosto de 1980 (34)     | 1.78 m | 0   | 0     | St. Kilda HC               |
| 8      | Caleb Gahan        | 2 de agosto de 1989 (25)     | 1.90 m | 23  | 60    | UCAM Club Balonmano Murcia |
| 9      | Martin Najdovski   | 22 de mayo de 1990 (24)      | 1.85 m | 0   | 0     | Trelleborgs HB             |
| 12     | Kristofer Karlsson | 26 de octubre de 1992 (22)   | 1.87 m | 0   | 0     | AIK Handboll               |
| 14     | Mitchell Hedges    | 14 de febrero de 1991 (23)   | 1.76 m | 12  | 9     | Harbourside                |
| 15     | Daniel Kelly       | 7 de mayo de 1988 (26)       | 1.76 m | 27  | 55    | KFUMs Boldklub             |
| 16     | Boris Jovanović    | 28 de abril de 1986 (28)     | 1.94 m | 4   | 0     | Ankenes HK                 |
| 17     | Tim Anderson       | 17 de agosto de 1991 (23)    | 1.92 m | 2   | 2     | Hills HC                   |
| 18     | Jay Abiera         | 11 de mayo de 1989 (25)      | 1.88 m | 0   | 0     | St. Kilda HC               |
| 21     | Ognjen Matić       | 21 de agosto de 1989 (25)    | 1.97 m | 24  | 33    | Univ. of Sydney            |
| 31     | Nemanja Subotić    | 5 de abril de 1983 (31)      | 1.94 m | 28  | 53    | RK BASK                    |